# 삼성 기어 서클
삼성 기어 서클(영어: Samsung Gear Circle)은 삼성 언팩 2014 에피소드 2에서 발표한 삼성의 블루투스 이어폰이고 가벼운게 장점이다.